# Neurastenia
Neurastenia (neuro = cérebro, astenia= fraqueza) é um transtorno psicológico resultado do enfraquecimento do sistema nervoso central, culminando em astenia física e mental.
É um termo antigo, usado pela primeira vez por George Miller Beard em 1869 para designar um quadro de exaustão física e psicológica, fraqueza, nervosismo e sensibilidade aumentada (principalmente irritabilidade e humor depressivo). Era um diagnóstico muito frequente no final do século XIX que desapareceu e foi revivido várias vezes durante o século XX, sendo incluído no CID-10 pela OMS, mas formalmente removido no CID-11. Também não está incluso no Diagnostic and Statistical Manual of Mental Disorders da Associação Americana de Psiquiatria. Sua prevalência está entre 3 e 11% da população mundial, sendo tão comum em homens quanto em mulheres.

## Causas
É resultado de uma combinação de fatores endógenos (predisposição genética para ansiedade, depressão e sensibilidade ao cortisol) e exógenos (principalmente poluição eletromagnética, situações traumáticas, trabalho exaustivo e frustrante, problemas familiares...). Está associado a um déficit na dopamina.
Os principais fatores de risco são os mesmos de doenças cardíacas: consumo de carnes gordurosas, bebidas alcoólicas, tabagismo, sedentarismo, dormir mal e rotina estressante.

## Sintomas

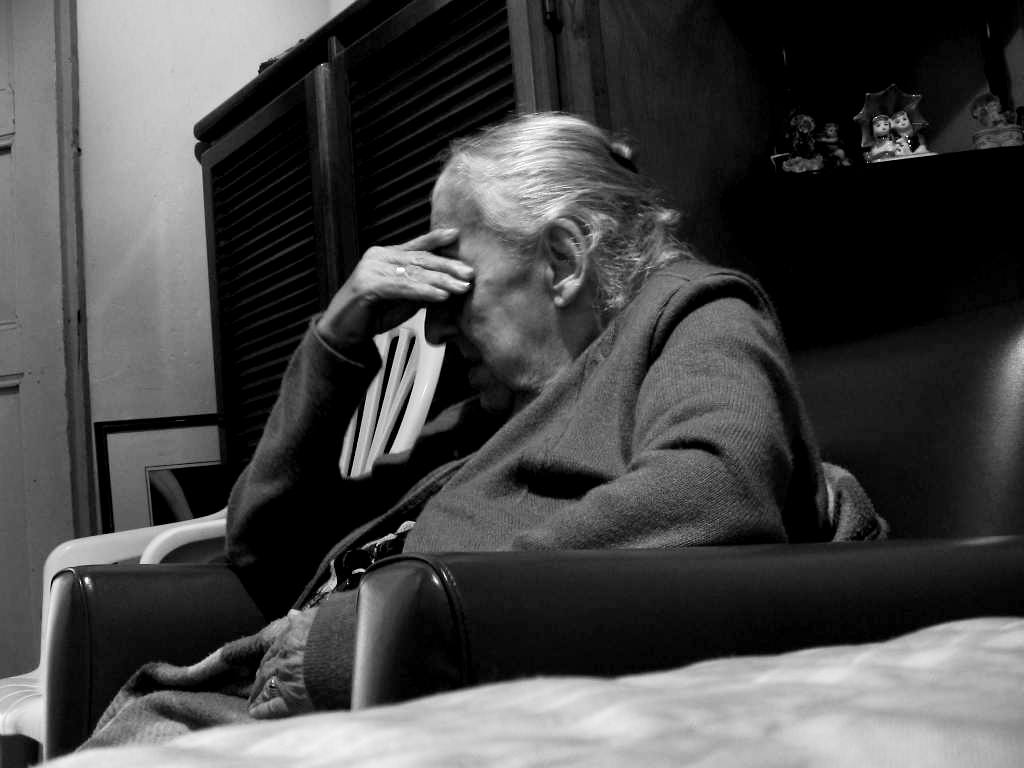
A neurastenia pode ocorrer em todas as idades

Além da fadiga constante, seu principal sintoma, outros sintomas são, segundo Charcot:
- Cefaleia (dor de cabeça)
- Raquialgia (dor na coluna)
- Astenia neuromuscular (fraqueza)
- Dispepsia por atonia gastrointestinal (dificuldade para comer)
- Insônia
- Depressão nervosa

Outros sintomas importantes descritos por Beard são:
- Dores pelo corpo
- Dormências localizadas
- Dificuldade de concentração
- Problemas de memória
- Medos mórbidos
- Inquietação
- Transtornos do sono
- Problemas sexuais

## Diagnóstico
O diagnóstico é feito por exclusão, primeiro investigando outras possibilidades de fadiga crônica como distúrbios metabólicos (diabetes, doença celíaca, etc.), infecciosa (HIV, hepatite C, mononucleose, etc.) ou imunológicos (miastenia grave, lúpus sistêmico, etc).
Pode ser feito por um psicólogo ou psiquiatra, usando testes psicológicos específicos cujos critérios são:
- Exaustão persistente e angustiante após o esforço físico ou mental menor;
- Sensação geral de mal-estar acompanhada por um ou mais destes sintomas: dores musculares e dores, tonturas, dor de cabeça de tensão, distúrbios do sono, incapacidade de relaxar e irritabilidade;
- Impossibilidade de recuperar através de descanso ou atividade prazerosa;
- Sono não reparador, muitas vezes incomodado com pesadelos;
- Duração de mais de três meses;
- Não é causado por distúrbios mentais orgânicos, por outros transtornos afetivos, transtorno do pânico ou transtorno de ansiedade generalizada.(Diagnóstico diferencial)

## Epidemiologia
É um diagnóstico comum na Ásia e América do Norte por não ter a conotação negativa de uma doença mental, e justamente por isso sendo usada como um disfarce para transtornos mais graves como esquizofrenia, depressão e transtorno bipolar. Nos Estados Unidos é também chamada de 'American nervousness', ou apenas 'Americanitis', por ser tratada como uma síndrome característica dos americanos.
É mais frequente em homens, entre os 20 e 55 anos e com profissões estressantes e frustrantes.

## Tratamento
O melhor tratamento deve incluir uma melhora na alimentação, rica em cereais, legumes, verduras e frutas e cortando álcool, carnes gordurosas e café. Exercícios físicos começando por alongamento, aquecimento e com foco nos exercícios aeróbicos. Cortar cigarro e todas as drogas ilícitas. Tirar um período para repouso (férias). E além disso Beard também sugeria hidroterapia, eletroconvulsoterapia e massagem.
A psicoterapia também é uma importante ferramenta para auxiliar o indivíduo a desenvolver maneiras mais saudáveis de lidar com seus estressores, auxiliar a se organizar melhor de acordo com novas prioridades, compreender melhor a si mesmo, compartilhar suas dificuldades num ambiente seguro e íntimo e ajudar o paciente a recuperar sua motivação e determinação. A psicoterapia mais adequada (como por exemplo psicanálise, terapia cognitivo-comportamental, terapia analítico-comportamental...) varia de acordo com a demanda do paciente.

## Casos notáveis
- William James foi diagnosticado com a neurastenia, e supostamente declarou que "Eu acredito que não há ninguém que é educado, que nunca flertou com a ideia de suicídio". Defendia que a neurastenia era uma 'americanite'.[12]

- Virginia Woolf era conhecida por ter sido forçada a fazer repousos terapêuticos, que ela descreve em seu livro 'On Being III'.

- Charlotte Perkins Gilman, diagnosticada com neurastenia no final do século XIX, escreveu um livro semi-biográfico chamado O papel de Parede Amarelo em que a protagonista também sofre com a imposição pelos médicos de fazer repousos terapêuticos.

- Marcel Proust dizia que sofreu de neurastenia.

- Max Weber foi acometido de uma séria crise após a morte de seu pai em 1897, e com quem rompera pouco antes. Segundo relatam seus biógrafos, o sociólogo e historiador alemão sofreria de neurastenia.

- Lima Barreto fora diagnosticado com neurastenia no Hospital Nacional de Alienados, onde estivera internado duas vezes por conta de suas alucinações alcoólicas
- Wilfred Owen, um dos mais importantes poetas da Primeira Guerra, foi diagnosticado com neurastenia, em 1917. Durante a guerra, neurastenia fora o termo usado para substituir neurose de guerra, que pode ser considerado um percursor do Transtorno de Estresse Pós-Traumático.